# Onsala landskommun
Onsala landskommun var en tidigare kommun i  Hallands län.

## Administrativ historik
När 1862 års kommunalförordningar började gälla inrättades över hela landet cirka 2 400 landskommuner, de flesta bestående av en socken. Därutöver fanns 89 städer och 8 köpingar, som då blev egna kommuner. Denna landskommun bildades då i Onsala socken i Fjäre härad i Halland.
Onsala påverkades inte av den landsomfattande kommunreformen 1952 utan kvarstod som egen kommun till den 1 januari 1974 då den gick upp i Kungsbacka kommun.
Kommunkoden 1952-1973 var 1330.

### Judiciell tillhörighet
I judiciellt hänseende hörde landskommunen till Hallands norra domsaga; först i Fjäre tingslag och från den 1 januari 1948 till Hallands norra domsagas tingslag.

### Kyrklig tillhörighet
I kyrkligt hänseende hörde landskommunen till Onsala församling.

## Geografi
Onsala landskommun omfattade den 1 januari 1952 en areal av 52,78 km², varav 52,57 km² land.

### Tätorter i kommunen 1960
I Onsala landskommun fanns den 1 november 1960 ingen tätort. Tätortsgraden i kommunen var då alltså 0,0 procent.

## Politik

### Mandatfördelning i valen 1938-1970
| 6 | 1 | 5 | 8 |

| 19 |

| 6 | 14 |

| 17 | 3 |

| 7 | 1 | 5 | 7 |

| 18 |

| 7 | 4 | 4 | 5 |

| 18 |

| 6 | 4 | 5 | 5 |

| 18 |

| 6 | 5 | 4 | 5 |

| 18 |

| 7 | 7 | 6 |

| 18 |

| 6 | 5 | 4 | 5 |

| 18 |

| 6 | 5 | 5 | 4 |

| 19 |